# GAT – Grüße Aus Tätowierungen
GAT – Grüße Aus Tätowierungen  ist eine jährlich stattfindende Bilderausstellung für Kunstinteressierte und Tattoo-Liebhaber, zu der Tätowierer aus dem deutschsprachigen Raum eingeladen werden, um ein gemeinsames Thema zeichnerisch zu interpretieren. Die erste GAT-Ausstellung fand im Jahr 2002/2003 statt und seit 2014 wird zu jeder Ausstellung ein Katalog angeboten.

## Geschichte

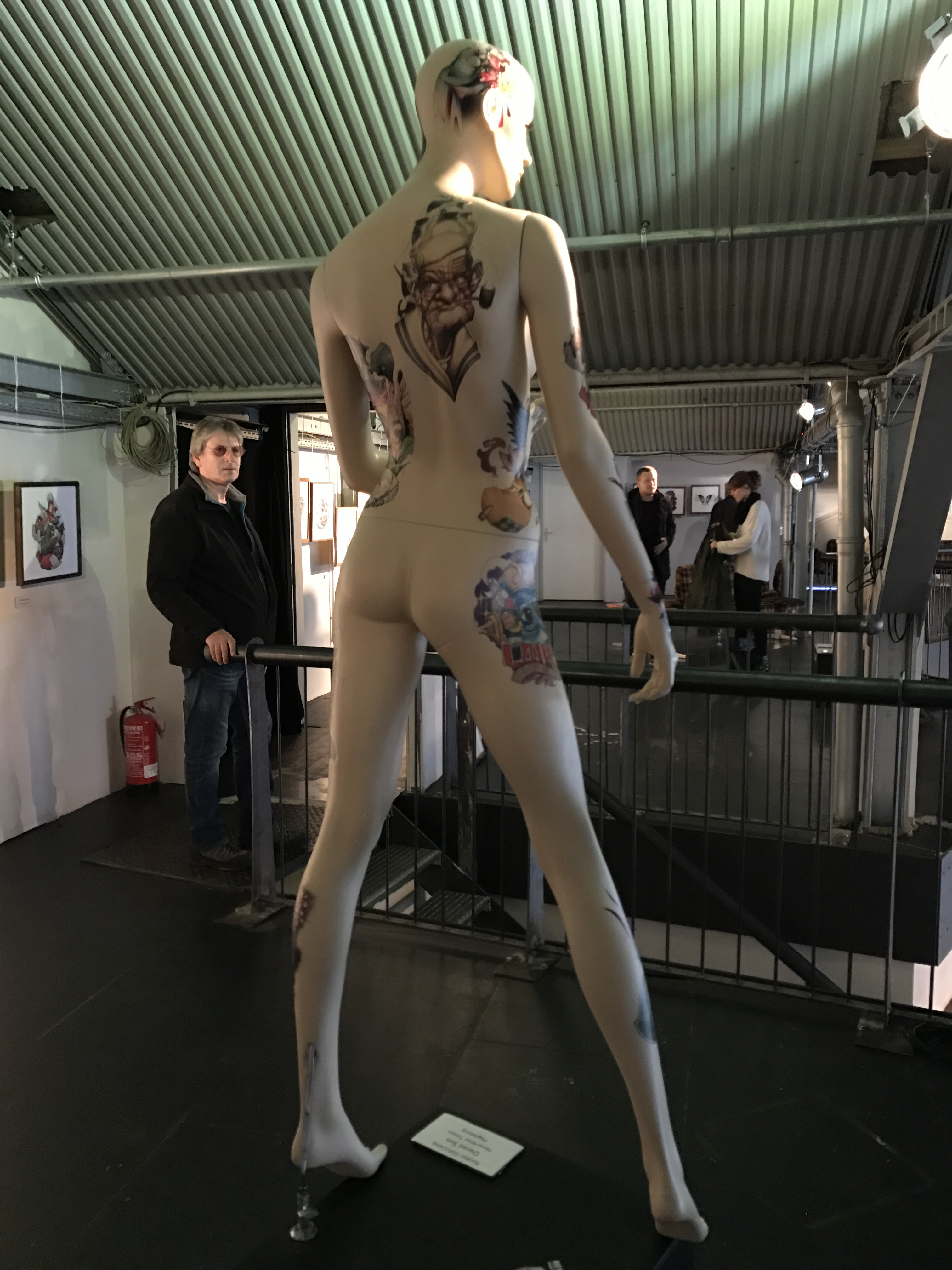
GAT Berlin 2017

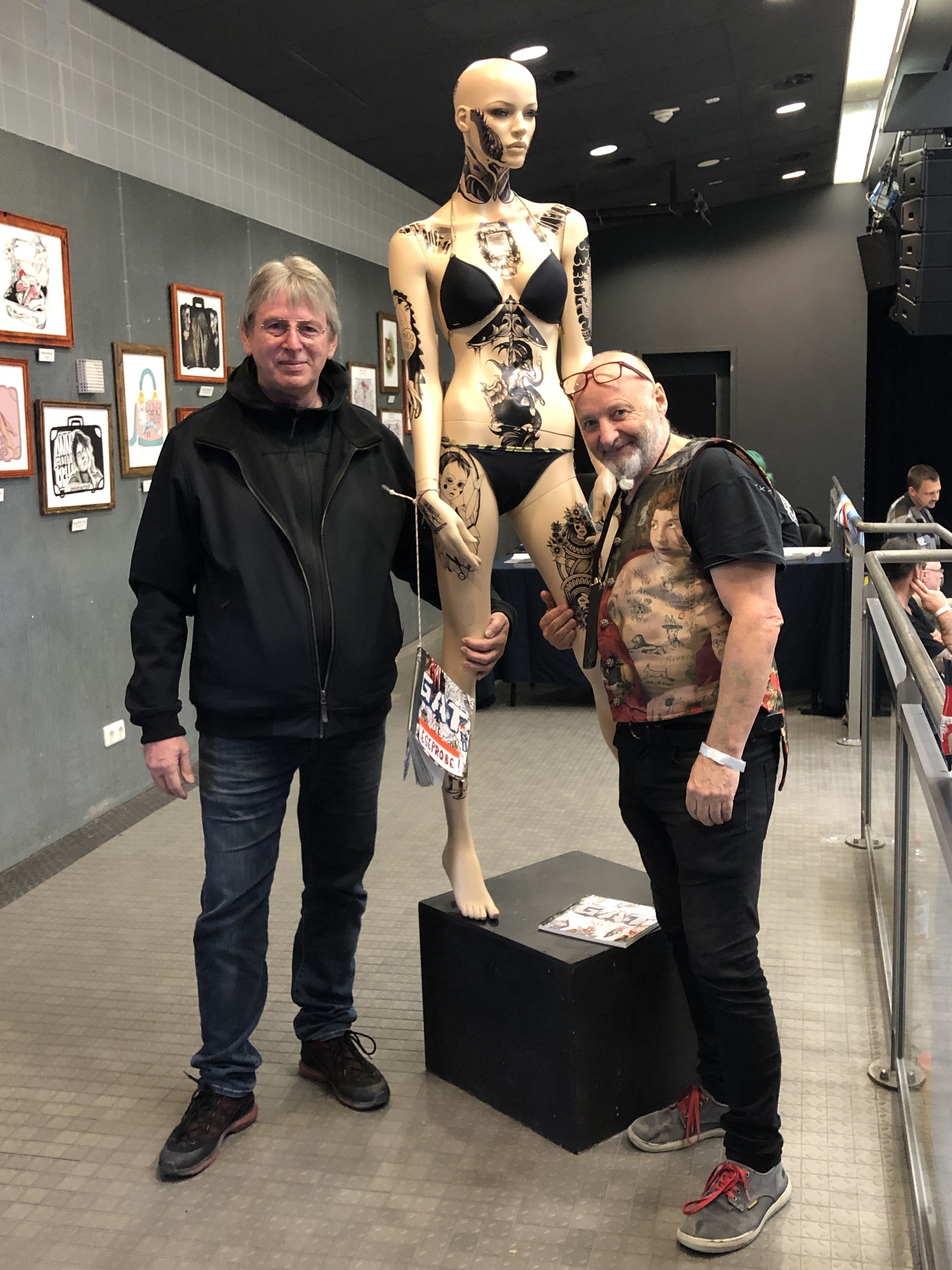
GAT 2023 innerhalb der Tattoo Palooza in Wolfsburg
Manfred Kohrs – William Robinson

Im Jahr 2002 setzten die Tätowierer Zappa und Niko D. die Idee um, dass „mehrere Tätowierer zu einem vorgegebenen Thema ihre eigenen Ideen zeichnerisch in einem gemeinsamen Flash unsetzen“. Es folgten Ausstellungen mit festen Themen, z. B. 2003 Glück und Unglück, 2004 Totenkopf, 2005 Drogen und 2007 Zirkus, Freakshos, wilde Tiere; 2014 erschien zur GAT #8 der erste Katalog.
Im Jahr 2016 wurde der Verein „GAT – Grüße Aus Tätowierungen e. V.“ gegründet.
Im Jahr 2017 fand die 10. GAT statt; das Thema lautete „Grenzgänger/Grenzen/Grenzenlos“. „Zu diesem Thema inspiriert wurde das GAT Team durch den  Veranstaltungsort ‚Am Flutgraben‘. Dieser diente einst als Werkshalle zur Fahrzeugsinstandsetzung des öffentlichen Nahverkehrs in Ost-Berlin und war direkt Teil der Berliner Mauer.“
2018 gab es einen Rückblick auf die vergangenen zehn Jahre und es wurden einige ausgewählte Werke dieser zehn GAT-Ausstellungen gezeigt. Diese Retrospektive fand vom 3. bis 5. August auf der Internationalen Tattoo-Convention in Berlin und vom 29. bis 30. September auf der Tattoo Palooza in Wolfsburg statt.

## Bisherige Ausstellungen
| Nr. | Jahr      | Thema                              |
| --- | --------- | ---------------------------------- |
| 1   | 2002/2003 | 5 klassische Tätowiersymbole       |
| 2   | 2003      | Glück und Unglück                  |
| 3   | 2004      | Totenkopf                          |
| 4   | 2004      | Berufe                             |
| 5   | 2005      | Drogen                             |
| 6   | 2007      | Zirkus, Freakshow                  |
| 7   | 2014      | Essen und Lebensmittel             |
| 8   | 2015      | Mama Afrika                        |
| 9   | 2016      | 80er Jahre                         |
| 10  | 2017      | Grenzen, Grenzgänger, Grenzenlos   |
| 11  | 2018      | Rückblick auf 10 GAT-Ausstellungen |
| 12  | 2019      | Spielzeuge & Toys                  |
| 13  | 2021      | Monster, Mythen, Mutationen        |
| 14  | 2023      | „Ich packe einen Koffer...“        |

## Kataloge
- GAT 2014: 67 Kunstwerke zum Thema “Essen und Lebensmittel”.[10]
- GAT 2015:  85 Kunstwerken zum Thema “MAMA AFRIKA”.[11]
- GAT 2016: 117 Kunstwerke  zum Thema „die 80´er Jahre“.[12]
- GAT 2017: 101 Kunstwerke zum Thema „Grenzgänger/Grenzen/Grenzenlos“.[13][14]

## Rezeption
„Die mittlerweise größte ‚Ausstellung der tätowierbaren Künste‘ im deutschsprachigen Raum“